# Elecciones al Parlamento Europeo de 2004 (España)
Las elecciones al Parlamento Europeo de 2004 en España tuvieron lugar el 13 de junio de dicho año. La representación española se redujo a 54 eurodiputados (de acuerdo con el Tratado de Niza, la representación española se redujo a 50 eurodiputados; sin embargo, los 50 que en 2007 corresponderían a Rumania y Bulgaria se repartieron entre los países miembros en 2004, manteniéndolos durante toda la legislatura; a España le correspondieron cuatro).
De acuerdo con lo dispuesto en la Ley Orgánica 5/1985, de 19 de junio, del Régimen Electoral General (artículo 214), existe una única circunscripción electoral sin umbral electoral (porcentaje mínimo para ser adjudicatario de escaños; en las generales españolas es del 3%).
Se presentaron 31 candidaturas.

## Resultados
La participación descendió al 45,14%, casi 17 puntos menos que en las elecciones de 1994, por lo que fueron las elecciones europeas con menor participación en España hasta la fecha. De los votos emitidos, el 0,98% fue nulo. De los válidos, el 0,61% fue en blanco. El número de votos a candidaturas fue de 15.417.268.
De las 31 candidaturas presentadas, sólo cinco obtuvieron representación. La lista más votada fue, como en las anteriores elecciones generales, la del PSOE, quedando el Partido Popular en segundo lugar. Ambos partidos mejoraron sus resultados respecto a las anteriores elecciones europeas: el PSOE en ocho puntos y el PP en un punto y medio. Sin embargo, el PP fue la lista más votada en todas las comunidades autónomas españolas salvo Andalucía, Aragón, Asturias, Cataluña y Extremadura (donde lo fue el PSOE) y País Vasco (Galeusca - Pueblos de Europa). Izquierda Unida prosiguió su caída pasando del tercer al cuarto lugar. El bipartidismo se acentuó de nuevo, al sumar PP y PSOE el 84,67% de los votos, frente a los 75,07 de las anteriores elecciones europeas.
Los resultados de las candidaturas que obtuvieron más del 1% de los votos o que perdieron representación obtenida en anteriores elecciones fueron los siguientes:
| ← Elecciones al Parlamento Europeo de 2004 →               |                        |           |       |         |     |
| Partido                                                    | Cabeza de lista        | Votos     | %     | Escaños | +/- |
| Partido Socialista Obrero Español (PSOE)a                  | Josep Borrell          | 6.741.112 | 43,46 | 25b     | +1  |
| Partido Popular (PP)c                                      | Jaime Mayor Oreja      | 6.393.192 | 41,21 | 24d     | -3  |
| Galeusca - Pueblos de Europa                               | Ignasi Guardans        | 798.816   | 5,15  | 2e      | -3f |
| Izquierda Unidag                                           | Willy Meyer            | 643.136   | 4,72  | 2h      | -2  |
| Europa de los Pueblos                                      | Bernat Joan            | 380.709   | 2,45  | 1i      | -1j |
| Coalición Europea                                          | Alejandro Rojas-Marcos | 197.231   | 1,27  | 0       | -1k |
| Los Verdes-Grupo Verde Europeo (LV-GVE) l                  |                        | 68.536    | 0,44  | 0       | 0   |
| Partido Cannabis por la Legalización y Normalización       |                        | 54.460    | 0,35  | 0       | 0   |
| Aralar                                                     | Patxi Zabaleta         | 19.993    | 0,13  | 0       | 0   |
| Partido de Acción Socialista (PASOC)                       |                        | 13.810    | 0,09  | 0       | 0   |
| Centro Democrático y Social (CDS)                          | Teresa Gómez Limón     | 11.820    | 0,08  | 0       | 0   |
| Por un Mundo más Justo (PUM+J)                             |                        | 9.202     | 0,06  | 0       | 0   |
| Candidatura d'Unitat Popular (CUP)                         |                        | 8.180     | 0,05  | 0       | 0   |
| Partido Obrero Socialista Internacionalista (POSI)         |                        | 7.976     | 0,05  | 0       | 0   |
| Partido Familia y Vida (PFyV)                              |                        | 7.958     | 0,05  | 0       | 0   |
| Nueva Izquierda Verde (NIV)                                |                        | 6.876     | 0,04  | 0       | 0   |
| Democracia Nacional (DN)                                   |                        | 6.314     | 0,04  | 0       | 0   |
| La Falange (FE)                                            |                        | 5.935     | 0,04  | 0       | 0   |
| Los Parados                                                |                        | 5.314     | 0,03  | 0       | 0   |
| Tierra Comunera-Partido Nacionalista Castellano (TC-PNC)   |                        | 5.267     | 0,03  | 0       | 0   |
| Falange Española de las JONS (FE-JONS)                     |                        | 4.484     | 0,03  | 0       | 0   |
| Por una Europa de los Trabajadores y los Pueblos (PCPE-LI) |                        | 4.281     | 0,03  | 0       | 0   |
| Partido Humanista (PH)                                     |                        | 3.923     | 0,03  | 0       | 0   |
| Partido Demócrata Español (PADE)                           | Enrique Ruiz Escudero  | 3.454     | 0,02  | 0       | 0   |
| Salamanca, Zamora, León (PREPAL)                           |                        | 3.308     | 0,02  | 0       | 0   |
| Estat Català (EC)                                          |                        | 2.594     | 0,02  | 0       | 0   |
| Nós-Unidade Popular (NOS-UP)                               |                        | 2.516     | 0,02  | 0       | 0   |
| Falange Auténtica (FA)                                     |                        | 2008      | 0,01  | 0       | 0   |
| Coalición Liberal (CL)                                     |                        | 1.719     | 0,01  | 0       | 0   |
| Partido Carlista (PC)                                      |                        | 1.600     | 0,01  | 0       | 0   |
| Unión Centrista Liberal                                    |                        | 1.544     | 0,01  | 0       | 0   |
| Euskal Herritarrok                                         |                        | N/A       | N/A   | 0       | -1  |

a Incluye al Partido de los Socialistas de Cataluña (PSC) y candidatos de Los Verdes (LV).

b De ellos, 2 del PSC y 1 de LV.

c Incluye Unión del Pueblo Navarro (UPN).

d De ellos, 1 de UPN.

e De ellos, 1 de CDC y 1 del PNV.

f Respecto a los resultados en 1999 de CiU, del BNG y del PNV dentro de Coalición Europea.

g Incluye a Iniciativa per Catalunya Verds (ICV), Esquerra Unida i Alternativa (EUiA), Ezker Batua (EB), Izquierda Republicana (IR), Bloque por Asturies (BA), Els Verds de las Islas Baleares,  Socialistas Independientes de Extremadura (SIEX) y Alternativa Verde, y el apoyo de Red Verde.

h De ellos, 1 del PCE-IU y 1 de ICV. 

i De ERC hasta 2007; desde entonces de EA. 

j Respecto a Coalición Nacionalista - Europa de los Pueblos en 1999.

k Respecto a Coalición Europea, sin considerar al PNV, en 1999.

l Coalición de Los Verdes-Grupo Verde, Els Verds - Alternativa Verda y Los Verdes de la Región de Murcia.

## Eurodiputados en la legislatura 2004-2009
Listado de los eurodiputados españoles en la legislatura 2004-2009: 
| Nombre                                | Partido                                      | País   |
| ------------------------------------- | -------------------------------------------- | ------ |
| Inés Ayala Sender                     | Partido Socialista Europeo                   | España |
| María del Pilar Ayuso González        | Partido Popular Europeo                      | España |
| Maria Badia i Cutchet                 | Partido Socialista Europeo                   | España |
| Enrique Barón Crespo                  | Partido Socialista Europeo                   | España |
| Josep Borrell Fontelles               | Partido Socialista Europeo                   | España |
| Carlos Carnero González               | Partido Socialista Europeo                   | España |
| Pilar del Castillo Vera               | Partido Popular Europeo                      | España |
| Alejandro Cercas                      | Partido Socialista Europeo                   | España |
| Agustín Díaz de Mera García Consuegra | Partido Popular Europeo                      | España |
| Rosa Díez González                    | Partido Socialista Europeo                   | España |
| Bárbara Dührkop Dührkop               | Partido Socialista Europeo                   | España |
| Fernando Fernández Martín             | Partido Popular Europeo                      | España |
| Carmen Fraga Estévez                  | Partido Popular Europeo                      | España |
| Gerardo Galeote                       | Partido Popular Europeo                      | España |
| José Manuel García-Margallo y Marfil  | Partido Popular Europeo                      | España |
| Iratxe García Pérez                   | Partido Socialista Europeo                   | España |
| Salvador Garriga Polledo              | Partido Popular Europeo                      | España |
| Luis de Grandes Pascual               | Partido Popular Europeo                      | España |
| Martí Grau Segú                       | Partido Socialista Europeo                   | España |
| Ignasi Guardans Cambó                 | Partido Europeo Liberal Demócrata Reformista | España |
| Cristina Gutiérrez-Cortines           | Partido Popular Europeo                      | España |
| David Hammerstein Mintz               | Partido Verde Europeo                        | España |
| Esther Herranz García                 | Partido Popular Europeo                      | España |
| Luis Herrero-Tejedor                  | Partido Popular Europeo                      | España |
| Mikel Irujo Amezaga                   | Alianza Libre Europea                        | España |
| Carlos José Iturgaiz Angulo           | Partido Popular Europeo                      | España |
| Antonio López-Istúriz White           | Partido Popular Europeo                      | España |
| Miguel Ángel Martínez Martínez        | Partido Socialista Europeo                   | España |
| Antonio Masip Hidalgo                 | Partido Socialista Europeo                   | España |
| Ana Mato Adrover                      | Partido Popular Europeo                      | España |
| Jaime Mayor Oreja                     | Partido Popular Europeo                      | España |
| Manuel Medina Ortega                  | Partido Socialista Europeo                   | España |
| Íñigo Méndez de Vigo                  | Partido Popular Europeo                      | España |
| Emilio Menéndez del Valle             | Partido Socialista Europeo                   | España |
| Willy Meyer Pleite                    | Partido de la Izquierda Europea              | España |
| Rosa Miguélez Ramos                   | Partido Socialista Europeo                   | España |
| Francisco José Millán Mon             | Partido Popular Europeo                      | España |
| Cristóbal Montoro Romero              | Partido Popular Europeo                      | España |
| Javier Moreno Sánchez                 | Partido Popular Europeo                      | España |
| Raimon Obiols i Germà                 | Partido Socialista Europeo                   | España |
| Josu Ortuondo Larrea                  | Partido Europeo Liberal Demócrata Reformista | España |
| Francisca Pleguezuelos Aguilar        | Partido Socialista Europeo                   | España |
| José Javier Pomés Ruiz                | Partido Popular Europeo                      | España |
| Teresa Riera Madurell                 | Partido Socialista Europeo                   | España |
| Raül Romeva i Rueda                   | Partido Verde Europeo                        | España |
| Luisa Fernanda Rudi Ubeda             | Partido Popular Europeo                      | España |
| José Ignacio Salafranca Sánchez-Neyra | Partido Popular Europeo                      | España |
| María Isabel Salinas García           | Partido Socialista Europeo                   | España |
| Antolín Sánchez Presedo               | Partido Socialista Europeo                   | España |
| María Sornosa Martínez                | Partido Socialista Europeo                   | España |
| Elena Valenciano Martínez-Orozco      | Partido Socialista Europeo                   | España |
| Daniel Varela Suanzes-Carpegna        | Partido Popular Europeo                      | España |
| Alejo Vidal-Quadras                   | Partido Popular Europeo                      | España |
| Luis Yáñez-Barnuevo                   | Partido Socialista Europeo                   | España |